# Агаев, Кямал Алибала оглы
Камал Алибала оглы Агаев (азерб. Ağayev Kamal Əlibala oğlu, род. 15 июля 1930, Азербайджанская ССР, Уджарский район, Карабёрк) — первый секретарь Джебраильского райкома КП Азербайджана (1970—1980).

## Биография
Камал Алибала оглы Агаев родился 15 июля 1930 года в селе Карабёрк Уджарского района Азербайджанской ССР. После окончания средней школы в 1947 году поступил на факультет востоковедения Бакинского государственного университета. Он окончил университет в 1952 году и был приглашен на работу в Комитет государственной безопасности.
До 1954 года занимал различные должности в КГБ, в том же году уволился из КГБ в связи со смертью отца. Вернувшись на родину, Камал Агаев работал на различных должностях в Уджаре до 1961 года (1-й секретарь райкома комсомола, председатель райисполкома, 3-й секретарь райкома партии).
После учёбы в Высшей партийной школе в Москве в 1961-63 годах он был избран первым секретарем Губадлинского райкома партии и занимал эту должность до 1970 года. В 1970-80 годах работал первым секретарем Джебраильского РПК. С 1980 по 2002 год занимал ряд ответственных должностей в Баку (начальник отдела в Министерстве мясной и молочной промышленности, заместитель генерального директора ПО «Бакмолоко», генеральный директор Республиканских колхозных рынков, советник председателя производственного объединения «Азериттифаг», и т. п.).
В 2002 году вышел на пенсию, в 2004 году Указом Президента Азербайджанской Республики ему была назначена почетная пенсия.
Избирался депутатом Верховного Совета Азербайджанской ССР 6-9-го созывов.
За время работы награждён рядом государственных наград, в том числе трижды орденом Трудового Красного Знамени, почетными званиями и медалями.
Умер 27 ноября 2006 года в Баку, похоронен в селе Гараборк Уджарского района.